# Juan Escóiquiz
Juan Escóiquiz est un conseiller d'État espagnol, né en 1762 dans la Navarre, mort en 1820.

## Biographie
Il était chanoine de Saragosse quand il fut nommé précepteur du prince des Asturies (Ferdinand VII). Ennemi mortel du prince de la Paix, qui l'avait fait exiler à Tolède, il fut un des premiers moteurs de la révolution qui chassa du trône Charles IV pour y mettre son fils Ferdinand. Ce fut aussi lui qui décida ce prince en 1808 à se rendre à l'entrevue de Bayonne avec Napoléon; il l'y accompagna, mais il le dissuada d'abdiquer. Après la fatale issue du voyage, il tenta vainement de faire rendre la liberté aux princes espagnols, mais il fut retenu lui-même et interné à Bourg. Il rentra en Espagne avec Ferdinand VII eu 1814, mais il ne tarda pas à perdre la faveur de ce prince ingrat.
On a de lui un Exposé des motifs qui ont engagé Ferdinand VII à se rendre à Bayonne.

## Source
Cet article comprend des extraits du Dictionnaire Bouillet. Il est possible de supprimer cette indication, si le texte reflète le savoir actuel sur ce thème, si les sources sont citées, s'il satisfait aux exigences linguistiques actuelles et s'il ne contient pas de propos qui vont à l'encontre des règles de neutralité de Wikipédia.